# Такая жёсткая игра — хоккей
«Такая жёсткая игра — хоккей» — советский художественный фильм, спортивная драма режиссёра Андрея Разумовского. Производство киностудии «Мосфильм», 1983 год.

## Сюжет
В хоккейной команде появляется новый тренер Сергей Иванович. Он настраивает команду на достижение успеха и победу. Через некоторое время всё так и получается: команда часто выигрывает и становится знаменитой.
Но методика нового тренера слишком жёсткая и даже аморальная, что сказывается на моральном климате внутри команды. Чтобы в команду вернулось доверие и уважение игроков друг к другу, капитан Фёдор Крынин решает бороться с тренером.
Сначала команда не поддерживает Крынина и даже выбирает капитаном другого игрока. Но в конце концов в противостоянии с тренером Крынин одерживает победу.

## В ролях
- Владимир Самойлов — Сергей Иванович, тренер
- Владимир Гостюхин — Фёдор Крынин, капитан команды
- Татьяна Ташкова — Лида Крынина, жена хоккеиста
- Игорь Бочкин — Извеков
- Евгений Герасимов — Полуэктов
- Владимир Новиков — Ребров
- Всеволод Сафонов — председатель спортобщества
- Андрей Гусев — Стыров
- Пётр Колбасин — Геннадий Степанович
- Василий Куприянов — Савкин
- Евгений Москалёв — Кошкин
- Виктор Филиппов — Лаврыч
- Владимир Чаплыгин — Червяков
- Владимир Щеблыкин — Бауков
- Виталий Яковлев — Крошкин
- Андрей Щербович-Вечер — Горохов, хоккеист
- Марина Гаврилко
- Сергей Газаров
- Александр Филатов
- Юрий Бердников

## Съёмочная группа
- Автор сценария: Зиновий Юрьев, Владимир Дворцов
- Режиссёр-постановщик: Андрей Разумовский
- Оператор: Борис Брожовский
- Композитор: Игорь Ефремов
- Художники-постановщики: Виктор Зенков, Николай Усачёв

## О фильме
Одним из сценаристов фильма был известный хоккейный журналист Владимир Дворцов. Консультантами фильма выступили тренеры Николай Эпштейн и Борис Майоров. Картина снималась в Ярославле.

## Критика
«В восьмидесятые окончательно ясно, что количество тем в советском спортивном кино колеблется в диапазоне от двух до трёх. <…> Как и в „Хоккеистах“, кровообращение фильма обеспечивает конфликт неформального лидера команды, капитана-ветерана, и авторитарного тренера, ломающего коллектив своим уставом. Конфликт универсальный и, так сказать, „рабочий“, характерный для любой сферы человеческой деятельности. Так и есть, перед нами типичное производственное кино с лозунгом-названием и крепкими как шайбы актёрскими работами Владимира Гостюхина и Владимира Самойлова» (Дм. Гнедич).

## Рецензии
- Скворцов А. «Такая жёсткая игра — хоккей» // Северный рабочий. 1982. 27 ноября
- Нилин А. Очередной эксперимент // Московский комсомолец. М., 1983. 2/Х1